# Blepharodon pictum
Blepharodon pictum är en oleanderväxtart som först beskrevs av Vahl och som fick sitt nu gällande namn av W. D. Stevens.
Blepharodon pictum ingår i släktet Blepharodon och familjen oleanderväxter. Inga underarter finns listade i Catalogue of Life.